# Массиньон, Луи
Луи́ Массиньо́н (фр. Louis Massignon; 25 июля 1883, Ножан-сюр-Марн, Валь-де-Марн — 4 ноября 1962, Пордик, Бретань) — французский учёный, востоковед, исламовед и арабист.

## Биография
В 1896 году окончил Лицей Людовика Великого, где учился вместе с синологом Анри Масперо, со степенью бакалавра. В 1902 году окончил Коллеж де Франс получив степень лиценциата за очерк об Оноре д’Юрфе.
В 1908 году, посещая Месопотамию, был едва не казнён по случайному обвинению в шпионаже; в заключении пережил мистический опыт, заставивший его обратиться к религии. Монах Шарль Эжен де Фуко приглашал его жить отшельником среди туарегов и завещал Массиньону учредить католическую монашескую конгрегацию Малые братья Иисуса.
С 1919 года — профессор Сорбонны, президент Института иранистики (Сорбонна). Член многих академий и научных обществ, иностранный член-корреспондент Академии наук СССР с 1924 года.
В 1931 году Массиньон стал францисканским терциарием под именем Ибрагим. В 1934 году провёл богослужение в заброшенной францисканской церкви в Дамьетте (Египет), в котором Франциск Ассизский в 1219 году встречался с султаном Аль-Камилем. В 1949 году с разрешения папы Пия XII перешёл в греко-католицизм (Мелькитская католическая церковь), чтобы быть ближе к арабским христианам и мусульманам. Кроме того, в церкви восточного обряда его, женатого, могли рукоположить в священники, что и было сделано в 1950 году.
Строгий католик, Луи Массиньон апеллировал к общности с исламом как авраамической религией. Его труды сыграли важную роль в налаживании диалога католической церкви и мусульман, и сам он общался со многими мусульманскими мыслителями, включая левого религиозного социолога Али Шариати. Политически он был последователем идей Махатмы Ганди.
Значимое место в исследованиях Л. Массиньона занимает история мусульманской культуры, мистицизма и сектантства, арабской культуры, философии и лингвистики. Труды учёного основаны на использовании огромного количества источников, в том числе многих, ранее не известных. Его перу принадлежат исследования суфия Мансура аль-Халладжа, сподвижника Мухаммеда Салмана аль-Фариси и важности объединяющей фигуры Авраама для монотеистических религий. Впрочем, четырёхтомный труд Массиньона о Мансуре аль-Халладж подвергался критике со стороны Эдварда Саида в его книге «Ориентализм».
Редактировал журнал «Revue de monde musulman» (c 1918 года «Revue des etudes islamiques»).
Среди учеников Массиньона был Анри Корбен.

## Сочинения
- La passion d'al-Halladj, martyr mystique de l'islam, Paris 1922
- Essai sur les origines du lexique technique de la mystique musulmane, Paris 1922
- Recueil de textes inedits concernant l´histoire de la mystique en pays d'islam, Paris 1929.
- Луи Массиньон. Введение в инвентарь арабской герметической литературы.
- Луи Массиньон. Проникновение астрологии в исламскую религиозную мысль. // Пер. Илья Филоненко.